# L'Échappée (film, 2023)
Pour plus de détails, voir Fiche technique et Distribution.
L'Échappée est un drame romantique britannique, français, grec et américain réalisé par Anthony Chen et sorti en 2023,.

## Fiche technique
Sauf indication contraire, les informations mentionnées dans cette section peuvent être confirmées par les bases de données cinématographiques IMDb et Allociné,  présentes dans la section « Liens externes ».
- Titre original : Drift
- Réalisation : Anthony Chen
- Scénario : Susanne Farrell et Alexander Maksik
- Musique : Ré Olunga
- Décors : Maria-Eva Mavridou
- Costumes : Matina Mavraganni et Mayou Trikerioti
- Photographie : Crystel Fournier
- Son : Jean Umansky
- Montage : Hoping Chen
- Production : Naima Abed, Anthony Chen, Cynthia Erivo, Emilie Georges, Peter Spears et Solome Williams
  - Production déléguée : Konstantinos Kontovrakis, Giorgos Karnavas, Lauran Bromley et Kevin Sun
- Sociétés de production : Paradise City, Heretic, Giraffe Pictures, Edith's Daughter et Epicentre Films
- Société de distribution : Memento International
- Budget :
- Pays de production :  France
- Langue originale : anglais et grec
- Format :
- Genre : drame romantique
- Durée : 95 minutes
- Dates de sortie :
  - États-Unis : 22 janvier 2023 (Sundance)
  - Canada : 2 mars 2024 (Toronto)
  - Royaume-Uni : 29 mars 2024
  - France : 24 avril 2024

## Distribution
- Cynthia Erivo : Jacqueline
- Alia Shawkat : Callie
- Ibrahima Ba : Ousmane
- Honor Swinton Byrne : Helen
- Zainab Jah : Etweda Kamara
- Suzy Bemba : Saifa
- Vincent Vermignon : Michael